# Granges-Paccot
Granges-Paccot är en ort och kommun i distriktet Sarine i kantonen Fribourg, Schweiz. Kommunen hade 3 936 invånare (2023).